# Myro
Myro là một chi nhện trong họ Toxopidae, được mô tả đầu tiên bởi O. Pickard-Cambridge năm 1876.
Ban đầu chi này được xếp vào họ Cybaeidae, chúng được chuyển đến họ Toxopidae năm 1967, cuối cùng về họ Toxopidae năm 2017.

## Các loài
Tính đến  tháng 5 năm 2019 it contains seven species:
- Myro jeanneli Berland, 1947 – Crozet Is.
- Myro kerguelenensis O. Pickard-Cambridge, 1876 (type) – Kerguelen, Macquarie Is.
  - Myro k. crozetensis Enderlein, 1903 – Crozet Is.
- Myro maculatus Simon, 1903 – Australia (Tasmania)
- Myro marinus (Goyen, 1890) – New Zealand
- Myro paucispinosus Berland, 1947 – Marion Is., Crozet Is.
- Myro pumilus Ledoux, 1991 – Crozet Is.